# Maiselova synagoga
Maiselova synagoga je jednou z památek bývalého pražského židovského města. Byla postavena na sklonku 16. století na podnět významného mecenáše pražské židovské obce Mordechaje Maisela. Během své existence byla několikrát přestavěna a nyní je v novogotickém slohu. V současné době náleží pražské Židovské obci a je spravována Židovským muzeem v Praze.

## Historie

### Vznik a prvotní podoba
Pro svou soukromou synagogu získal významný finančník a mecenáš Židovské obce Mordechaj Maisel nejprve v roce 1590 pozemek a o rok později také zvláštní privilegium od císaře Rudolfa II., opravňující ho k její stavbě. Stavební plán zhotovil Juda Coref (Goldschmied, vlastně zlatník) de Herz a vedení stavby se ujal Josef Wahl. Již v roce 1592 byla synagoga hotova a o Simchat Tora (svátku Radosti z Tóry) zasvěcena. Na příštích sto let se Maiselova synagoga stala největší budovou pražského ghetta a díky bohaté výbavě také nejhonosnější. Po Maiselově smrti v roce 1601 měla synagoga připadnout pražské židovské obci, ale jelikož byla jeho pozůstalost (navzdory dříve udělenému císařskému privilegiu k pořízení závěti) konfiskována, stalo se tak až po několika desítkách let.

### Pozdější úpravy
V roce 1689 Maiselovu synagogu výrazně poničil požár, který postihl celé ghetto. Při následovné chvatné opravě pak budova ztratila asi třetinu své délky. Další úpravy ji čekaly v 19. století (1862–1864, podle návrhu J. W. Wertmüllera) a na přelomu 19. a 20. století, tentokrát v souvislosti s asanační přestavbou Josefova. Novogotickou podobu, jakou jí tehdy dal architekt Alfred Grotte, si synagoga podržela dodnes.

### Novodobá historie
V době nacistické okupace byl v Maiselově synagoze uložen konfiskovaný židovský majetek. V roce 1955 ji získalo Židovské Muzeum v Praze pro svůj depozitář. V šedesátých letech byla synagoga rekonstruována a mezi léty 1965 a 1988 se v ní nacházela expozice synagogálního stříbra z českých a moravských synagog. Poté byla synagoga znovu uzavřena a veřejnosti se otevřela až v roce 1996 po další rekonstrukci. Od té doby se v ní návštěvníci mohou seznámit s historií českých Židů od počátků osídlení až po dobu osvícenství. Tato tematika zůstala zachována i po poslední rekonstrukci, jen její podání je nyní modernější (včetně interaktivních prvků zprostředkovávajících staré hebrejské tisky, model Josefova před asanací, aj.).

### Poslední rekonstrukce
Rekonstrukce probíhala od dubna roku 2014 až do června roku následujícího. Oproti dřívějšímu jednolitému bílému nátěru je dnes v exteriéru i interiéru obnoven a zdůrazněn jejich vzhled z přelomu 19. a 20. století. Zároveň synagoga s rekonstrukcí získala nové technologické a návštěvnické zázemí i bezbariérový přístup. Kromě výše zmíněné expozice bude nyní její prostor sloužit také kulturním akcím komornějšího rázu (koncerty, předčítání, divadlo jednoho herce). 

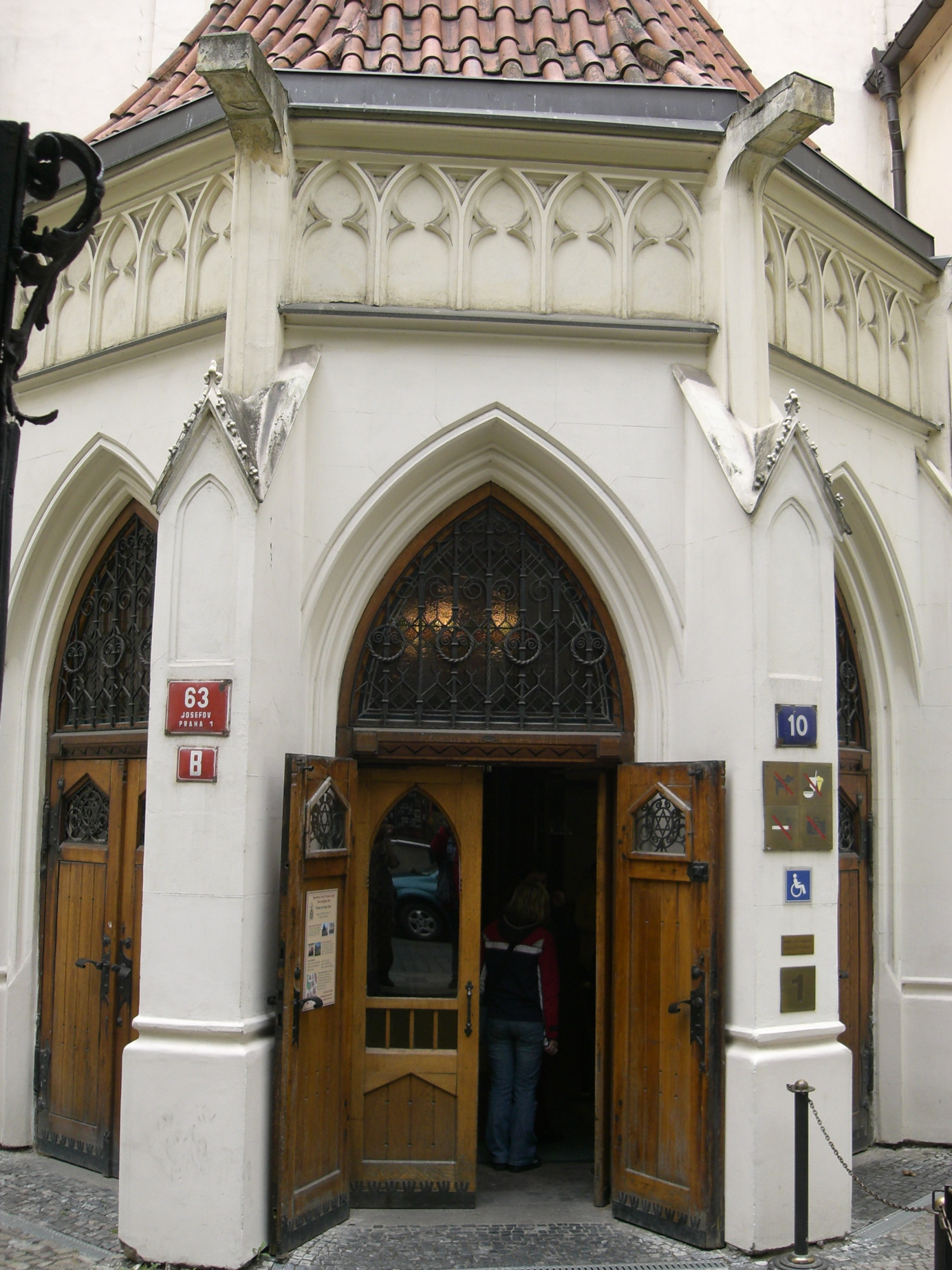
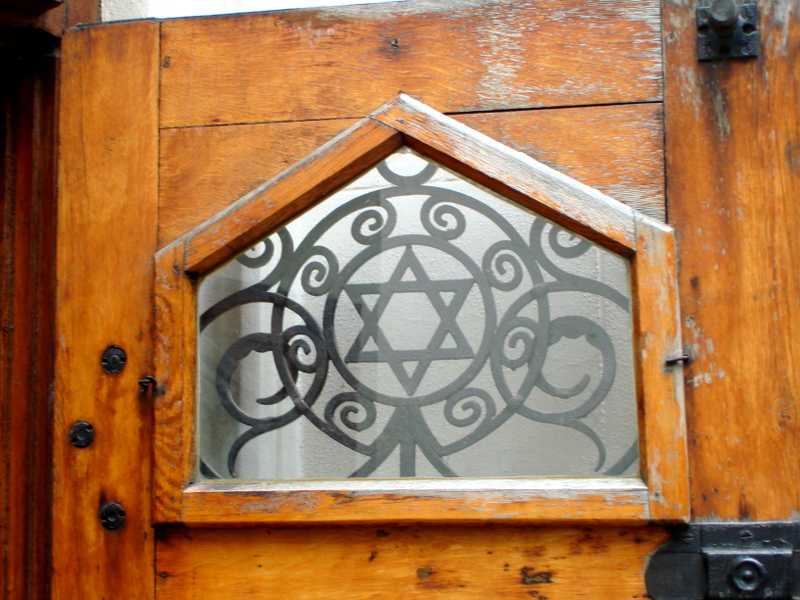
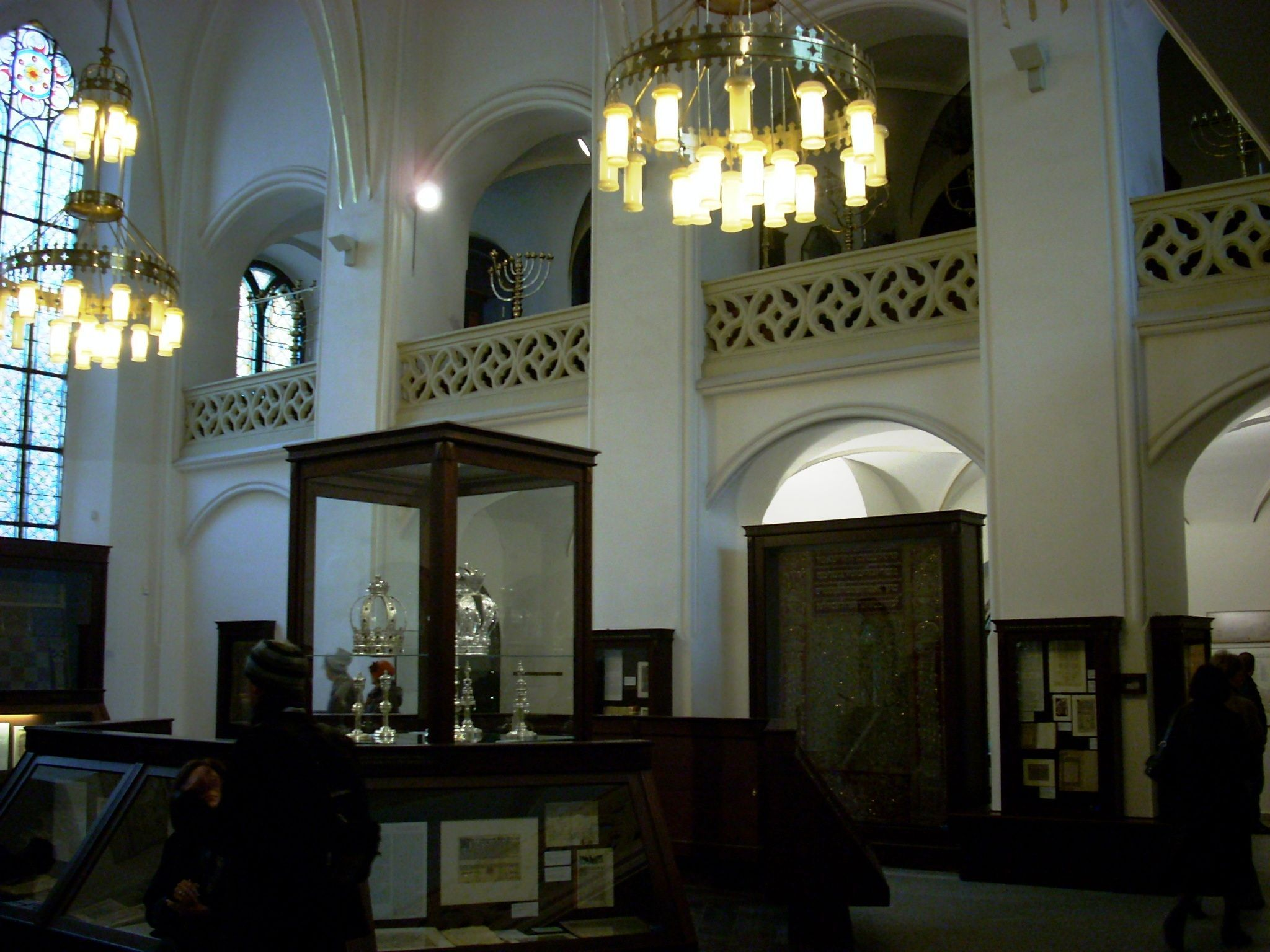
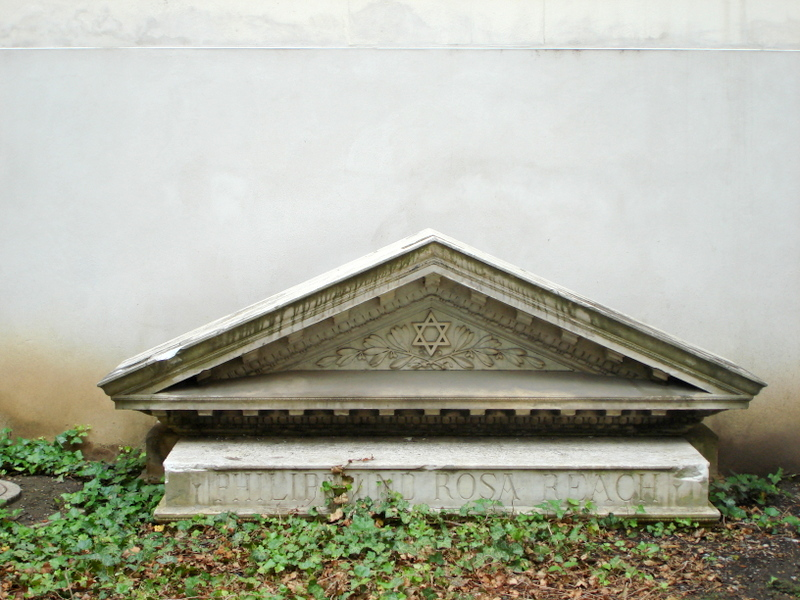